# Pozze Boccatore/Bellizzi
Pozze Boccatore/Bellizzi este o arie protejată (arie specială de conservare — SAC, sit de importanță comunitară — SCI) din Italia întinsă pe o suprafață de 31 ha, integral pe uscat.

## Localizare
Centrul sitului Pozze Boccatore/Bellizzi este situat la coordonatele 39°55′46″N 16°16′16″E / 39.929444°N 16.271111°E.

## Înființare
Situl Pozze Boccatore/Bellizzi a fost declarat sit de importanță comunitară în septembrie 1995 pentru a proteja 3 specii de animale. Situl a fost protejat și ca arie specială de conservare în iunie 2017.

## Biodiversitate
Situată în ecoregiunea mediteraneană, aria protejată conține 3 habitate naturale: Lacuri eutrofice naturale cu vegetație de tip Magnopotamion sau Hydrocharition, Pajiști uscate seminaturale și facies de acoperire cu tufișuri pe substraturi calcaroase (Festuco-Brometalia) (* situri importante pentru orhidee), Ape puternic oligomezotrofe cu vegetație bentonică cu Chara spp..
La baza desemnării sitului se află mai multe specii protejate:
- amfibieni (2): Bombina pachypus, Triturus carnifex
- reptile (1): țestoasa de baltă (Emys orbicularis)

Pe lângă speciile protejate, pe teritoriul sitului au mai fost identificate 2 specii de plante, 5 specii de amfibieni, 4 specii de reptile.